# زیاگان آفریقا

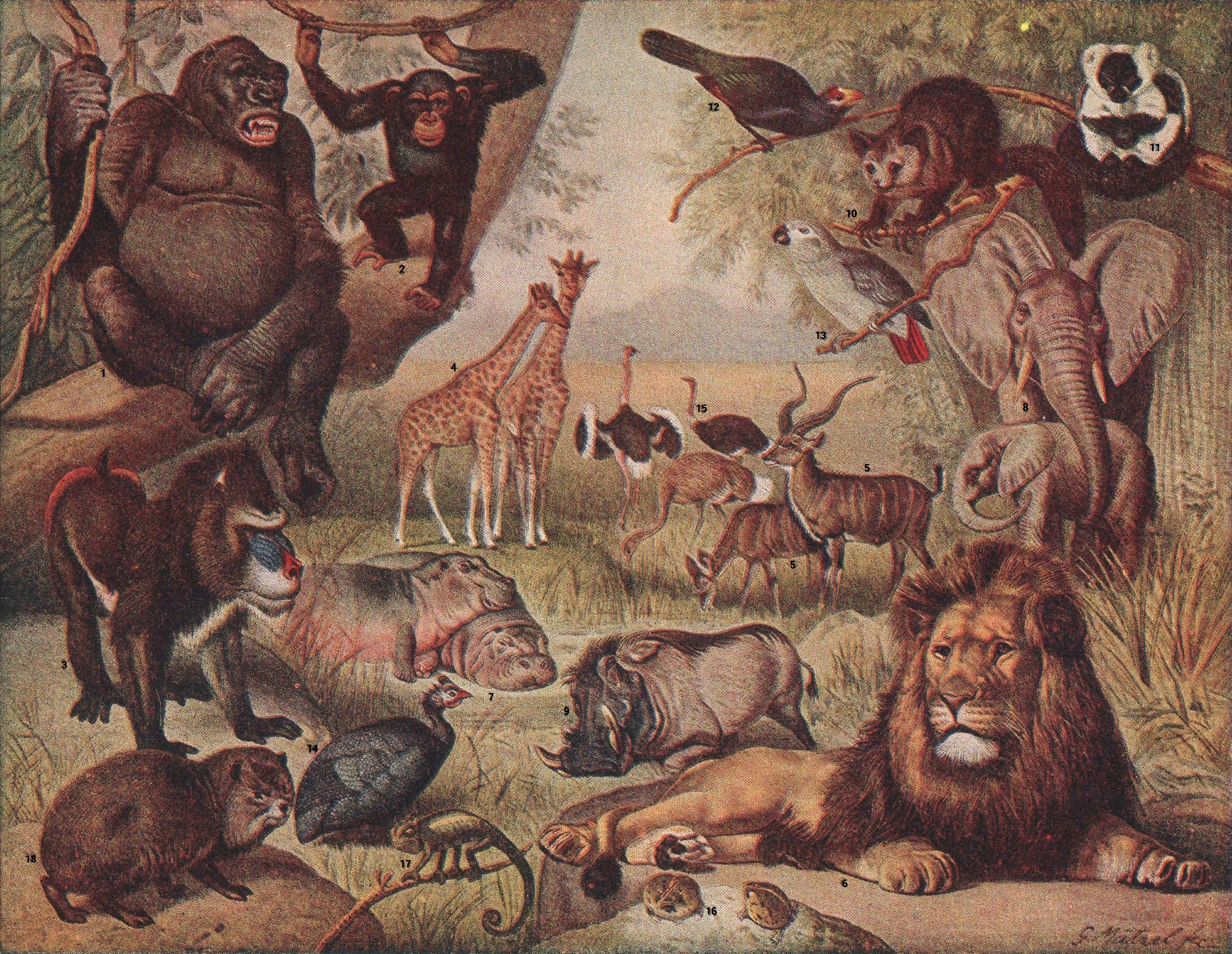
جانوران آفریقایی (تصویر برش‌خورده)
جانوران آفریقایی در تصویر: 1 گوریل، 2 شامپانزه، 3 ماندریل، 4 زرافه، 5 کودو، 6 شیر، 7 اسب آبی، 8 فیل آفریقایی، 9

در آفریقا جانوران در دریاها و جنگل‌ها به شکل انبوه یافت می‌شوند. جانوران آفریقا در بومگاه آفریقایی زیست می‌کنند. شرایط برای زندگی در مناطق آفریقا در شمال و خط استوا به شدت مرغوب و غنی می‌باشد. جانوران آفریقا شامل تمام حیواناتی است که در آفریقا و دریاها و جزایر اطراف آن زندگی می‌کنند. جانوران آفریقایی که بیشتر مشخصه‌ این قاره هستند، در قلمرو گرمسیری-آفریقایی یافت می‌شوند. این قاره که تقریباً به‌طور کامل در مناطق گرمسیری قرار دارد و به‌طور مساوی در شمال و جنوب خط استوا امتداد یافته است، شرایط مساعدی را برای تنوع و فراوانی حیات وحش ایجاد می‌کند. آفریقا زیستگاه بسیاری از شناخته‌شده‌ترین جانوران جهان است؛ مانند شیر جنوب‌غربی آفریقا، کفتار خال‌دار، سگ وحشی آفریقایی، پلنگ آفریقایی، یوزپلنگ شمال‌شرقی آفریقا، تمساح نیل، فیل آفریقایی، کرگدن سیاه، اسب آبی، زرافه، گورخر، گراز زگیل‌دار، گاومیش آفریقایی، کَل‌ یالدار، گاوگوزن، شاخ‌چنگی، کودو، ایمپالا، غزال تامسون، سیاه‌گوش، یوزگربه، گربه وحشی آفریقایی، شغال پشت‌سیاه، روباه گوش‌خفاشی، زَبّاد آفریقایی، گورکن عسل‌خوار، خدنگ، دُم‌عصایی، موریانه‌خوار، تشی، سنجاب درختی آفریقایی، بُزمَجّه بیابانی، گوریل، شاه‌بابون، بابون، شامپانزه معمولی، شامپانزه کوتوله، میمون دیانا، میمون وِروِت، و بسیاری دیگر. 